# Dominique Vésir
Dominique Vésir (* 19. Januar 1956 in Pau) ist ein ehemaliger französischer Fußballspieler.

## Karriere
Vésir begann das Fußballspielen in seiner Heimatstadt Pau, wo er 1971 von einem Talentscout der AS Saint-Étienne entdeckt und ein Jahr darauf in deren Jugendmannschaft aufgenommen wurde. Zwischen 1974 und 1977 war er Stammspieler der Reservemannschaft des Vereins und erreichte als solcher 1975 sowie 1977 den Titel des Drittligameisters. Dazu kam er im Verlauf der Spielzeit 1975/76 auf sein Erstligadebüt und ließ diesem eine weitere Partie folgen. So hatte Vésir dank seiner beiden Einsätze, bei denen er ein Tor beisteuern konnte, Anteil am Gewinn der französischen Meisterschaft 1976, wurde danach aber nicht mehr für die Profimannschaft berücksichtigt. Weil er sich bei Saint-Étienne nicht durchsetzte, wurde er 1977 an den Ligakonkurrenten SEC Bastia verliehen, gewann jedoch auch dort nicht das Vertrauen des Trainers und wurde lediglich für ein Spiel in der Liga berücksichtigt. Am Einzug ins Finale des UEFA-Cups war er überhaupt nicht beteiligt. 
Vésir kehrte 1978 nicht nach Saint-Étienne zurück, da ihm ein Angebot des Erstligisten US Valenciennes-Anzin vorlag, für das er sich entschied. Auch wenn er mit dem nordfranzösischen Klub gegen den Abstieg kämpfen musste, hatte er dort einen Stammplatz inne und behielt ebenjenen in den darauffolgenden Saisons. Trotz seines Platzes in der Stammelf eines Erstligisten entschied sich der Profi 1981 zum Gang in die zweithöchste Spielklasse und unterschrieb beim Stade Rennes. Mit Rennes scheiterte er im ersten Jahr am Aufstieg; diesen erreichte er zwar im zweiten Jahr, doch verlor er dabei seinen Stammplatz. Diesen konnte er sich in der Erstligaspielzeit 1983/84 trotz zahlreicher Neuverpflichtungen zurückerkämpfen, musste aber auch den direkten Wiederabstieg hinnehmen. An deren Ende entschied er sich für einen Wechsel zum Zweitligisten CS Thonon, mit dem er sich als Stammspieler in den oberen Bereich der Tabelle spielte. Mit 29 Jahren entschied er sich am Saisonende 1984/85 nach 129 Erstligapartien mit 19 Toren und 68 Zweitligapartien mit acht Toren für eine Beendigung seiner Laufbahn. Im Anschluss daran arbeitete er als Versicherungsvertreter.